# Tomohyphantes
Tomohyphantes Millidge, 1995 è un genere di ragni appartenente alla famiglia Linyphiidae.

## Distribuzione
Le due specie oggi note di questo genere sono state rinvenute sull'isola di Krakatoa.

## Tassonomia
Dal 1995 non sono stati esaminati esemplari di questo genere.
A dicembre 2012, si compone di due specie:
- Tomohyphantes niger Millidge, 1995[3] — Krakatoa
- Tomohyphantes opacus Millidge, 1995 — Krakatoa